# Morada Nova
Pour les articles homonymes, voir Morada Nova (homonymie).
Morada Nova est une ville brésilienne de l'État du Ceará. Sa population était estimée à 62 086 habitants en 2010. La municipalité s'étend sur 2 779 km2.
Son territoire est baigné par le rio Banabuiú.

## Maires
| Période | Période | Identité               | Étiquette | Qualité |
| ------- | ------- | ---------------------- | --------- | ------- |
| 2009    | 2012    | Glauber Barbosa Castro | PMDB      |         |